# Новица Марјановић
Новица Марјановић (Пожаревац, 25. август 1951) пожаревачки је писац и професор.

## Биографија
Новица Марјановић, прозни писац и професор, рођен је 25. августа 1951. године у Пожаревцу, од мајке Душанке и оца Драгутина. Основну школу и Гимназију похађао је у Пожаревцу. Дипломирао је на Филозофском факултету у Новом Саду наставну групу историје. Од рођења живи и ради у Пожаревцу. Као паланачки професор писао је романе, новеле, историјске расправе, историју свога града, Браничева и Србије. Био је рецензент многим колегама, пријетељима и културним ствараоцима.
У својим делима Новица Марјановић описивао је време које се односи на Шумадију и Србију. Писао је и о неким људима из историје XIX и XX века, који су неоправдано исостављени са аспекта историјског значења. Његове књиге су одраз времена у коме живимо, испуњене љубављу према ближњима али и према онима који трагајући за срећом изгубише живот или посташе играчке у рукама великих. Ипак витезови правде савладаше оне чији мач посече све племенито, истинито и лепо. Трачак светлости одагна таму прошлости, путеве наде, хуманости, људскости. У делима Новице Марјановића основна тежња је бити човек, значи савладати своју мисао, издићи се изнад свакидашњице, изабрати пут који води ка слободи. Јер многи витезови поклекнуше пред безумљем времена у коме се нађоше, али исто тако прокрчише пут, смелијим, бољим, хуманијим, онима који свет обогатише делима, а не празним речима.

## Књижевно стваралаштво
- Витезови безумља - роман 1999. године
- Тајне прељубе- роман 2000. године
- Трпеза лептира- роман 2003. године
- Богови посматрају- роман 2007. године
- Царство слободе - роман 2008. године
- Осмех Емине - роман 2009. године
- Ватрено неко време - роман 2010. године
- Рађање Теуте - роман 2010. године.
- Историјом кроз Браничево и Србију- необична историја Србије 2011.г.
- Црква Света Петка у Пожаревцу - монографија 2011. године.
- Црква Светог Николе у Пожаревцу-монографија 2012. године
- Шумадијска сага   - роман 2017. године
- Трагом интернације  Кобиља са Драгишом Петровићем- монографија 2018.године
- Замак и замке Бранковића - роман 2018. године
- Распад Васељење - роман  2018. године
- Камена лађа - роман 2019. године
- Црство  на Дорћолу - роман 2019. године
- Тајне витезова из времена безумља - роман 2019. године
- Шота Руставели - роман 2019. године
- Психологија личности у стваралаштву Толстоја - студија 2019. године
- Песник дође- збирка песама 2019. године
- Без Наде - роман 219 године
- Једино достојно вида - роман 2019. године
- Сунце постаде месец - роман 2019. године
- Источна Србија - монографија 2019. године
- Западна Србија - монографија 2019. године
- Шумадија и Поморавље - монографија 2019. године
- Централна Србија - монографија 2019. године
- Југоисточна Србија - монографија  2019. године
- Војводина - монографија 2019. године
- Бројаница Родослова -роман 2019. године
- Цркве и манастири Србије - монографија 2021. године